# Apriyani Rahayu
Apriyani Rahayu (ur. 29 kwietnia 1998 w Konawe) – indonezyjska badmintonistka, złota medalistka olimpijska. 
W 2021 reprezentowała swój kraj na igrzyskach w Tokio. W parze z Greysia Polii zdobyła złoty medal w deblu kobiet.
W 2024 roku startowała na igrzyskach w Paryżu w grze podwójnej, kończąc jednak rywalizację na fazie grupowej.